# John Kagel
John Henry Kagel (häufig John H. Kagel; * 1942 in New York) ist ein US-amerikanischer Ökonom.

## Leben
Kagel erwarb zunächst 1964 einen B.A.-Abschluss in Wirtschaftswissenschaften an der Tufts University, anschließend bis 1966 einen Master of Pacific International Affairs (M.P.I.A.) an der University of Pittsburgh. Er wechselte an die Purdue University, an der er 1968 einen M.S.-Abschluss und 1970 einen Ph.D. in Wirtschaftswissenschaften erlangte. Von 1969 bis 1982 war er als Assistenzprofessor an der Texas A&M University.
Von 1982 bis 1988 hatte Kagel eine Stellung als Wirtschaftsprofessor an der University of Houston inne, von 1987 bis 1988 zudem als Cullen Professor of Economics. Anschließend bis 1999 war er als Professor für Wirtschaftswissenschaften und Direktor des Economics Laboratory an der University of Pittsburgh tätig. Von 1998 bis 1999 war er zudem noch Professor für Betriebswirtschaftslehre an der Graduate School of Business der University of Pittsburgh. Seit 1999 hat er den Lehrstuhl für Angewandte Mikroökonomie der Ohio State University inne und ist Direktor des dortigen Economics Laboratory. Von 2005 bis 2007 war er zudem Präsident der Economic Science Association.

## Forschungsschwerpunkte
Kagel, der zusammen mit Raymond Battalio als der Pionier auf dem Gebiet der Experimentellen Wirtschaftsforschung gilt, forscht auf dem Gebiet der Spiel- und Verhaltenstheorie, insbesondere im Kontext zu Entscheidungen unter Information und Unsicherheit.

## Publikationen (Auswahl)
- mit Raymond Battalio und Leonard Green: Economic Choice Theory: An Experimental Analysis of Animal Behavior, Cambridge University Press, Cambridge 1995. ISBN 978-0-521-45488-9.
- mit Al Roth: The Handbook of Experimental Economics, Princeton University Press, Princeton 1995. ISBN 978-0-691-05897-9.
- mit Dan Levin: Common Value Auctions and the Winner's Curse, Princeton University Press, Princeton 2002. ISBN 978-1-4008-3013-8.